# 東沙織
東沙織（日语：／ Higashi Saori，1969年4月8日—），日本女性配音員、舞台演員。出身於三重縣。81 Produce所屬。她曾是DRAMATIC COMPANY的成員。本名、舊藝名（日文讀音相同）。身高148.5cm。O型血。

## 簡歷
2022年7月1日，她將自己的藝名從本名改為（從平假名改為片假名）。

## 人物
聲種：次女高音。方言：三重方言、關西方言。
作為配音員活躍於動畫、外國電影、教育節目等。
興趣：米糠酵素浴、咖啡之旅、放鬆身心。特長：模仿身邊的人。

## 演出
粗體字表示主要角色。

### 電視動畫
1995年
- 小紅豆（1995年—1998年，女學生、男學生、廣播、平川、機器機器太郎、庄作、瑪姬、小津江 等）3系列[系列 1]

1996年
- 爆走兄弟Let's & Go!!（提摩塔）

1997年
- 玩偶遊戲（社團社長）

1997年
- 學級王山崎（袴田進之介、高橋）
- 炸彈人 彈珠人爆外傳（1998年—1999年，好孩子寶、畢達龍）2系列[系列 2]
- 魔術士歐菲（少年A）
- 超速YOYO（1998年—1999年，小暮宙太）

1999年
- 彩虹戰記伊莉斯（日语：虹の戦記イリス）（艾爾）
- 宇宙海盜大冒險（日语：宇宙海賊ミトの大冒険）（太田、法拉）2系列[系列 3]
- 逮捕令 Special（男孩子）
- 布布恰恰（小孩）
- 裝甲救助部隊Restol（日语：装甲救助部隊レストル）（蒂安）

2000年
- 幻想魔傳 最遊記（悟能）
- 麵包超人（小鬼）

2001年
- 魔法戰士李維（擺攤大嬸）
- 神影小偵探（2001年—2002年，乳母[9]）

2003年
- 犬夜叉（吉普、男孩子）

2004年
- 哆啦A夢 (大山羨代版)（少年〈吉田[3]〉）
- 忍者亂太郎（2004年—2025年M、黑木庄左衛門〈第2代〉[10]、忍蛋、學生、毒蛋 等）

2005年
- 雪之女王（旅行女子）

2006年
- 蠟筆小新（聰）

2007年
- 戀愛情結（石原信子[11]）
- 風之聖痕（少年）
- 金田一少年之事件簿SP（貓間純子）

2010年
- 決鬥大師Cross Shock（荷魯斯）

2012年
- 名偵探柯南（豐北倫子）

2016年
- 忍者亂太郎的宇宙大冒險 with CosmicFront☆NEXT（日语：コズミックフロント☆NEXT） 千鈞一髮的黑洞危機之卷（黑木庄左衛門）

### 電影動畫
- 劇場版 小紅豆（1995年，男學生[12]）
- 劇場版 忍者亂太郎：忍術學園全員出動之卷！（2011年，黑木庄左衛門[13]）
- 劇場版 忍者亂太郎：毒竹忍者隊最強之軍師（2024年，黑木庄左衛門）

### OVA
- 沙漠公主（2001年）[14]

### 遊戲
- 大正異聞錄（2003年，變生巴巴）
- 戀愛情結 ～PUNCH DE CONTE～（2006年，石原信子[15]）

### 廣播劇CD
- 月誕之夜（1996年，採購者）
- Sound Picture BOX 超夢的誕生（日语：サウンドピクチャーボックス ミュウツーの誕生）（1999年，廣播、訓練師、妙蛙種子、喵喵）
- 宇宙海盜大冒險（日语：宇宙海賊ミトの大冒険）系列（1999年—2000年，太田）2作品[系列 4]
- （2003年，村子女性）
- 戀愛情結系列（2003年—2005年，石原信子）2作品[系列 5]
- 忍者亂太郎 廣播劇CD系列（2009年—2016年，黑木庄左衛門）4作品[系列 6]

### 廣播劇
- 冒險廣播劇
  - 瑞秋與魔法的氣息（2002年）[16]
  - 瑞秋與魔法師的誓言（2003年）[17]
- FM劇院（日语：FMシアター）
  - 渚的壞結局（2000年，一郎）[18]
  - 對方的日程安排（2000年，美佳）[19]
  - 再見生日（2006年）[20]
- 歌謠連續劇（日语：歌謡ドラマ）
  - 光貓（2007年）[21]
  - 昭和圓舞曲（2009年）[22]
  - 螢火蟲之熱（2009年）[23]
  - 媽媽的口紅（2009年）[24]
  - 禁忌遊戲（2010年）[25]
  - 鴿子窩，早春的早晨（2010年）[26]
  - 如何綁鞋帶（2010年）[27]
- 廣播時代劇「八丁堀食物故事，甚至江戶前」（2005年）[28]
- 青春冒險（日语：青春アドベンチャー）「Sweet Underground」（2005年，Rockin' Bird[29]）
- 日本緬甸紀念建交60週年紀錄片 「血之羈絆」（2014年）[30]

### 外語配音

#### 電影
- 真愛告白（英语：Hope Floats）（1999年，多洛麗絲）
- 核爆列車（英语：Atomic Train）（2000年）※朝日電視台版。
- 孤雛淚 （2000年，掃煙囪的少年）※東京電視台版。

#### 電視影集
- 荒野女醫情（英语：Dr. Quinn, Medicine Woman）（2000年，奧利佛）

### 數位漫畫
- 別冊瑪格麗特高級數位漫畫 DVD「戀愛情結」（2003年，石原信子）[注 1]

### 廣播節目
- 正因為是戲劇性的晚上2（日语：ドラマチックな夜だから#春菜のドラマチックな夜だから）（1996年10月—1997年10月，東海電台）

### 電視節目
- 不可思議的蛋（日语：ふしぎのたまご）（1996年—2002年，NHK教育）—多娜多娜的聲音、利坎娜的聲音
- 一個人也可以辦得到Mon！（日语：ひとりでできるもん!）（NHK教育）—油漬的聲音
- 一個人也可以Mon！心跳廚房（2002年—2003年，NHK教育）—娜娜的聲音
- 遊戲捉迷藏（2003年—2023年，NHK教育）—巴肯的聲音、奧瑪倫的聲音

### 舞台
- 夢之海賊（1997年11月30日—12月7日，東京藝術劇場小館2）—飾 B演員
- V.S.O.P. 安樂兵舎（1999年5月2日—9日，東京藝術劇場小館2）
- The Birthday Game（2000年6月6日—11日，下北澤「劇」小劇場）—飾 牛奶（森永純子）
- 兒童劇場「柿子樹人2」（2000年）—飾 Chiku Chiku
- NEW YORK NEW YORK（2000年11月10日—12月1日，東京藝術劇場小館2、近鐵劇場（日语：近鉄劇場））
- 鼠小僧（2001年11月9日—18日，東京藝術劇場小館2）
- 向陽之樹 ～第一樂章～（2002年11月8日—22日，東京藝術劇場小館2、近鐵劇場）

## 音樂作品

### 角色歌曲
| 發行日期 | 商品名稱    | 歌 | 樂曲                               | 備註                                                |
| 1999年   | 1999年      | 1999年 | 1999年                             | 1999年                                              |
| -------- | ----------- | --- | ---------------------------------- | --------------------------------------------------- |
| 7月21日  | COSMIC LOVE | aya with MITO CHOIR | 「COSMIC LOVE」                    | 電視動畫《宇宙海盜大冒險 兩個人格的女王》片頭主題曲 |
| 7月21日  | COSMIC LOVE | 天野原學園有志一同 | 「正調·天野原音頭」                | 電視動畫《宇宙海盜大冒險 兩個人格的女王》相關歌曲   |
| 7月21日  | COSMIC LOVE | MITO CHOIR | 「COSMIC LOVE (AI-NO-TE-version)」 | 電視動畫《宇宙海盜大冒險 兩個人格的女王》相關歌曲   |
| 2006年   |             | |                                    |                                                     |
| 7月19日  | 遊戲捉迷藏  | 烏糖（間宮胡桃）、文基（園部啓一）、奧瑪倫（東沙織）、古潭（深雪早苗）、莫夫（石川寬美）、牙膏人（柴本浩行）、巴肯（東沙織）、布穀鳥（石川寬美、筒美奈子）、查普曼（宮田幸季、菊地祥子） | 「」                               | 電視節目《遊戲捉迷藏》插入歌                        |
| 7月19日  | 遊戲捉迷藏  | 烏糖（間宮胡桃）、巴肯（東沙織） | 「」                               | 電視節目《遊戲捉迷藏》插入歌                        |
| 7月19日  | 遊戲捉迷藏  | 烏糖（間宮胡桃）、奧瑪倫（東沙織）、文基（園部啓一） | 「」                               | 電視節目《遊戲捉迷藏》插入歌                        |
| 2008年   |             | |                                    |                                                     |
| 2月20日  | 遊戲捉迷藏  | 烏糖（間宮胡桃）、古潭（深雪早苗）、巴肯（東沙織） | 「」                               | 電視節目《遊戲捉迷藏》插入歌                        |
| 2月20日  | 遊戲捉迷藏  | 烏糖（間宮胡桃）、巴肯（東沙織） | 「」                               | 電視節目《遊戲捉迷藏》插入歌                        |
| 2月20日  | 遊戲捉迷藏  | 烏糖（間宮胡桃）、文基（園部啓一）、奧瑪倫（東沙織） | 「」                               | 電視節目《遊戲捉迷藏》插入歌                        |
| 2010年   |             | |                                    |                                                     |
| 2月24日  | 遊戲捉迷藏  | 烏糖（間宮胡桃）、布穀鳥（石川寬美、筒美奈子）、古潭（深雪早苗）、巴肯（東沙織） | 「」                               | 電視節目《遊戲捉迷藏》插入歌                        |
| 2月24日  | 遊戲捉迷藏  | 烏糖（間宮胡桃）、文基（園部啓一）、奧瑪倫（東沙織） | 「」                               | 電視節目《遊戲捉迷藏》插入歌                        |
| 2011年   |             | |                                    |                                                     |
| 2月23日  | 遊戲捉迷藏  | 烏糖（間宮胡桃）、布穀鳥（石川寬美、筒美奈子）、古潭（深雪早苗）、巴肯（東沙織） | 「」                               | 電視節目《遊戲捉迷藏》插入歌                        |
| 2月23日  | 遊戲捉迷藏  | 烏糖（間宮胡桃）、巴肯（東沙織）、查普曼（宮田幸季、菊地祥子） | 「」                               | 電視節目《遊戲捉迷藏》插入歌                        |
| 11月30日 | 遊戲捉迷藏  | 牙膏人（柴本浩行）、巴肯（東沙織）、烏糖（間宮胡桃） | 「」                               | 電視節目《遊戲捉迷藏》插入歌                        |
| 11月30日 | 遊戲捉迷藏  | 烏糖（間宮胡桃）、奧瑪倫（東沙織）、文基（園部啓一） | 「」                               | 電視節目《遊戲捉迷藏》插入歌                        |
| 2013年   |             | |                                    |                                                     |
| 2月20日  | 遊戲捉迷藏  | 烏糖（間宮胡桃）、巴肯（東沙織）、布穀鳥（石川寬美、筒美奈子）、古潭（深雪早苗） | 「」                               | 電視節目《遊戲捉迷藏》插入歌                        |
| 2015年   |             | |                                    |                                                     |
| 2月18日  | 遊戲捉迷藏  | 烏糖（間宮胡桃）、古潭（深雪早苗）、巴肯（東沙織） | 「」                               | 電視節目《遊戲捉迷藏》插入歌                        |
| 2月18日  | 遊戲捉迷藏  | 由奈（杉山優奈）、汪汪（長）、烏糖（間宮胡桃）、古潭（深雪早苗）、牙膏人（柴本浩行）、巴肯（東沙織）、戈頓（松本健太）                                                                   | 「」                               | 電視節目《遊戲捉迷藏》插入歌                        |
| 2016年   |             | |                                    |                                                     |
| 2月17日  | 遊戲捉迷藏  | 小雪（大角雪）、汪汪（長）、烏糖（間宮胡桃）、巴肯（東沙織）、莫夫（石川寬美）、牙膏人（柴本浩行）、查普曼（宮田幸季、菊地祥子）                                                         | 「」                               | 電視節目《遊戲捉迷藏》插入歌                        |
| 2月17日  | 遊戲捉迷藏  | 小雪（大角雪）、汪汪（長）、烏糖（間宮胡桃）、古潭（深雪早苗）、牙膏人（柴本浩行）、巴肯（東沙織）                                                                                       | 「」                               | 電視節目《遊戲捉迷藏》插入歌                        |
| 2017年   |             | |                                    |                                                     |
| 2月22日  | 遊戲捉迷藏  | 小雪（大角雪）、汪汪（長）、烏糖和朋友們 | 「」                               | 電視節目《遊戲捉迷藏》插入歌                        |
| 2019年   |             | |                                    |                                                     |
| 2月6日   | 遊戲捉迷藏  | 巴肯（東沙織） | 「」                               | 電視節目《遊戲捉迷藏》插入歌                        |
| 2020年   |             | |                                    |                                                     |
| 3月4日   | 遊戲捉迷藏  | 烏糖（間宮胡桃）、巴肯（東沙織）、布穀鳥（石川寬美、筒美奈子）、莫夫（石川寬美） | 「」                               | 電視節目《遊戲捉迷藏》插入歌                        |
| 3月4日   | 遊戲捉迷藏  | 烏糖（間宮胡桃）、古潭（深雪早苗）、巴肯（東沙織） | 「」                               | 電視節目《遊戲捉迷藏》插入歌                        |
| 2021年   |             | |                                    |                                                     |
| 8月18日  | 遊戲捉迷藏  | 烏糖（間宮胡桃）、古潭（深雪早苗）、巴肯（東沙織） | 「」                               | 電視節目《遊戲捉迷藏》插入歌                        |
| 2023年   |             | |                                    |                                                     |
| 3月1日   | 遊戲捉迷藏  | 小花（倉持春希）、汪汪（長）、烏糖（間宮胡桃）、巴肯（東沙織）、莫夫（石川寬美）、牙膏人（柴本浩行）、查普曼（宮田幸季、菊地祥子）                                                       | 「」                               | 電視節目《遊戲捉迷藏》插入歌                        |

### 其它參加作品
| 發行日期      | 商品名稱                                             | 歌                                                   | 樂曲 | 備註                                        |
| ------------- | ---------------------------------------------------- | ---------------------------------------------------- | ---- | ------------------------------------------- |
| 2003年4月23日 | NHK 一個人也可以Mon！心跳廚房 ～來做吧！完整歌曲集～ | 平野俊隆、鈴木湧太、小代優華、東沙織、Kirarin Girl's | 「」 | 電視節目《一個人也可以Mon！心跳廚房》插入歌 |
| 2003年4月23日 | NHK 一個人也可以Mon！心跳廚房 ～來做吧！完整歌曲集～ | 東沙織、Kirarin Girl's                               | 「」 | 電視節目《一個人也可以Mon！心跳廚房》插入歌 |
| 2004年2月18日 | NHK 一個人也可以Mon！心跳廚房 ～早安～               | 東沙織、柴本浩行、Kirarin Girl's                     | 「」 | 電視節目《一個人也可以Mon！心跳廚房》插入歌 |
| 2004年2月18日 | NHK 一個人也可以Mon！心跳廚房 ～早安～               | 鈴木湧太、小代優華、平野俊隆、東沙織、Kirarin Girl's | 「」 | 電視節目《一個人也可以Mon！心跳廚房》插入歌 |

## 腳註

## 外部連結
- 東沙織 （页面存档备份，存于） （日語）—81 Produce公式官網